# إلمور سميث
إلمور سميث (بالإنجليزية: Elmore Smith)‏ مواليد 9 مايو 1949 في ماكون، هو لاعب كرة سلة أمريكي معتزل. بدأ مسيرته الاحترافية في سنة 1971. تم اختياره من قبل فريق بوفالو بريفز خلال الدرافت. حمل الرقم 3. يبلغ طوله 7 قدم 0 بوصة (2.1 م). اعتزل اللعب في 1979. أحرز خلال مسيرته في الإن بي إيه 7541 نقطة بمعدل 13.4 نقطة في المباراة الواحدة.

## المسيرة الاحترافية
لعب مع بوفالو بريفز من سنة 1971 إلى 1973، ثم لعب مع لوس أنجلوس ليكرز من سنة 1973 إلى 1975، ثم لعب مع ميلووكي باكز من سنة 1975 إلى 1977، ثم لعب مع كليفلاند كافالييرز من سنة 1976 إلى 1979.

## روابط خارجية
- إلمور سميث على موقع إن بي أي (الإنجليزية)
- إلمور سميث على موقع سبورتس رفرنس (الإنجليزية)
- إلمور سميث على موقع ريلجم (الإنجليزية)
- إلمور سميث على موقع بروبوليرز (الإنجليزية)
- إلمور سميث على موقع قاعة جورجيا للمشاهير الرياضية (مؤرشف) (الإنجليزية)